# Chesterton (Indiana)
Chesterton ist eine Town in den Westchester, Jackson und Liberty Townships im Porter County, Indiana, USA. Zusammen mit Burns Harbor und Porter bildet Chesterton die Tri-Towns in den Indiana Dunes National Lakeshore (auch Duneland) am Michigansee.
Neben der Lokalzeitung Chesterton Tribune strahlt die NPR-Station WBEW ihr Programm von hier aus.

## Persönlichkeiten
- Albert Crewe (1927–2009), Physiker
- Jenna Fischer (* 1974), Schauspielerin